# Santa Maria do Oeste
Santa Maria do Oeste ist ein brasilianisches Munizip  in der Mitte des Bundesstaats Paraná. Es hat 9.934 Einwohner (2022), die sich Santa-Marienser nennen. Seine Fläche beträgt 837 km². Es liegt 953 Meter über dem Meeresspiegel.

## Etymologie
Die Gründer kamen am 8. Dezember 1920 in die Region. Sie gaben dem Ort den neuen Namen Campina de Santa Maria (deutsch: Lichtung der Heiligen Maria), weil an diesem Tag Mariä Empfängnis gefeiert wurde.

## Geschichte

### Besiedlung
Die ersten Dokumente gehen auf das Jahr 1911 zurück, als die Brüder Laurindo und Rosendo Pereira von der Regierung des Bundesstaates eine Fläche von 714 Alqueires (17 km²) erwarben. Sie erhielten gültige Besitzurkunden. Sie verfolgten wahrscheinlich das Ziel, das Land zu bebauen. Die Region wurde in Anspielung auf die Pionierfamilie als Campina dos Pereira (deutsch: Lichtung der Pereira) bezeichnet. Später verkaufte Laurindo Pereira seinen Anteil an Manoel Pereira, der João Romão de Carvalho und Sebastião Vitoriano Gonçalves da Luz mit der Verwaltung des erworbenen Grundstücks beauftragte.
Am 8. Dezember 1920 kam die Familie von Francisco Mendes Teixeira, bekannt als Chico Velho. Dieser Spitzname unterschied ihn von seinem Sohn Francisco Teixeira dos Santos, der Chico Novo genannt wurde. Chico Velho kaufte das Land von Manoel Pereira, der nie in der Region gelebt hatte, und teilte es in kleine Grundstücke auf. Er begann, diese an europäische Einwandererfamilien zu verkaufen, die auf der Suche nach Land waren, um Rinder und Schweine zu züchten und den Boden zu bestellen.
Ende 1920 begann Chico Novo mit Hilfe von Vergílio Martins de Moraes mit dem Bau der ersten Kirche auf dem Gelände neben dem Friedhof. Als sie fertig war, kam Pater Paulo Schorn von der Gemeinde Nossa Senhora de Belém in Guarapuava, um regelmäßig die Messe zu feiern. Eine weitere Initiative von Chico Novo war die Einrichtung des ersten Kaufladens im Dorf, der die gesamte Gemeinde und die Bauern der Region versorgte.
Im Jahr 1932 kam Bernardino Grande in die Region und erwarb die Kneipe von Amalio Cardoso de Mello. Er kaufte auch ein Stück Land, das wahrscheinlich Chico Velho gehörte, um dort Schweine zu züchten. Die erste Schweineherde wurde 1934 von Bernardino Grande nach Ponta Grossa geschickt. Diese Herden wurden zu Fuß geführt, und die Reise dauerte je nach Wetterlage etwa einen Monat, da die übermäßige Hitze den Tieren zusetzte.
In dieses Jahr 1934 fällt auch die Einführung von Pferdekarren für den Transport von Gütern, Mate, Bohnen, Wachs und anderen Produkten, die von Reinaldo und Leopoldo Krüger zusammen mit Alcindino Rosa, José Ulchak und Jorge Rother hergestellt wurden. Im Jahr 1937 wurde auf privater Basis die erste Schule gegründet.
Bis 1940 diente die Landwirtschaft fast ausschließlich dem Eigenbedarf. Erst danach begann sie, kommerzielle Bedeutung zu erlangen. Damals wurden Weizen und Roggen angebaut. João Golanoski baute die erste von Tieren gezogene Dreschmaschine, mit der die Weizengarben gedroschen wurden. In den 1950er Jahren verkaufte Bernardino Grande der Stadtverwaltung von Pitanga eine Fläche von 5 Alqueires (12 ha), um das Rathaus zu bauen.

### Erhebung zum Munizip
Santa Maria do Oeste wurde durch das Staatsgesetz Nr. 9320 vom 11. Juli 990 aus Pitanga ausgegliedert und in den Rang eines Munizips erhoben. Es wurde am 1. Januar 1993 als Munizip installiert.

## Geografie

### Fläche und Lage
Santa Maria do Oeste liegt auf dem Terceiro Planalto Paranaense (der Dritten oder Guarapuava-Hochebene von Paraná). Seine Fläche beträgt 837 km². Es liegt auf einer Höhe von 953 Metern.

### Geologie und Böden
Die Böden bestehen aus Terra Roxa, die bis zur Besiedlung mit tropischem Urwald bedeckt war.

### Vegetation
Das Biom von Santa Maria do Oeste ist Mata Atlântica.

### Klima
Das Klima ist gemäßigt warm. Es werden hohe Niederschlagsmengen verzeichnet (1883 mm pro Jahr). Die Klimaklassifikation nach Köppen und Geiger lautet Cfa. Im Jahresdurchschnitt liegt die Temperatur bei 18,0 °C.

### Gewässer

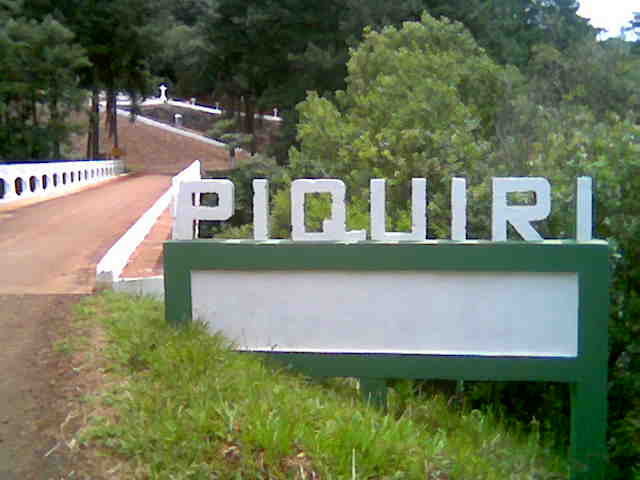
Straßenbrücke über den Piquirí im Süden des Munizips

Santa Maria do Oeste liegt fast vollständig im Einzugsgebiet des Piquiri, lediglich 2 % seiner Fläche werden zum Ivaí entwässert. Der Piquiri bildet zusammen mit seinem rechten Nebenfluss Rio Caçador die südliche, der rechte Piquiri-Nebenfluss Rio Cantu die nördliche Grenze des Munizips. Weitere nennenswerte Flüsse sind Rio das Antas, Rio do Soita, Rio Araguaí und der Rio da Prata.

### Straßen
Santa Maria do Oeste ist über die PR-456 mit Palmital im Westen verbunden. Über eine Munizipalstraße kommt man im Süden nach Campina do Simão.

### Nachbarmunizipien
|          | Pitanga                                     |                          |
| Palmital | Kompassrose, die auf Nachbargemeinden zeigt | Boa Ventura de São Roque |
| Goioxim  | Campina do Simão                            | Turvo                    |

## Stadtverwaltung
Bürgermeister: Oscar Delgado, PT (2021–2024)
Vizebürgermeister: Antonio Jorandir Gegoski, PT (2021–2024)

## Demografie

### Bevölkerungsentwicklung
| Jahr | Einwohner | Stadt | Land |
| ---- | --------- | ----- | ---- |
| 2000 | 13.639    | 23 %  | 77 % |
| 2010 | 11.500    | 28 %  | 72 % |
| 2022 | 9.934     |       |      |

Quelle: IBGE (2011) und Volkszählung 2022

### Ethnische Zusammensetzung
| Gruppe * | 2000    | 2010    | wer sich als …                                                                   |
| --- | ------- | ------- | -------------------------------------------------------------------------------- |
| Weiße | 72,5 %  | 57,4 %  | weiß bezeichnet                                                                  |
| Schwarze | 4,2 %   | 3,9 %   | schwarz bezeichnet                                                               |
| Gelbe | 0,3 %   | 1,2 %   | von fernöstlicher Herkunft wie japanisch, chinesisch, koreanisch etc. bezeichnet |
| Braune | 22,6 %  | 37,3 %  | braun oder als Mischung aus mehreren Gruppen bezeichnet                          |
| Indigene | 0,1 %   | 0,1 %   | Ureinwohner oder Indio bezeichnet                                                |
| ohne Angabe | 0,3 %   | 0,0 %   |                                                                                  |
| Gesamt | 100,0 % | 100,0 % |                                                                                  |
| *) Anmerkung: Das IBGE verwendet für Volkszählungen ausschließlich diese fünf Gruppen. Es verzichtet bewusst auf Erläuterungen. Die Zugehörigkeit wird vom Einwohner selbst festgelegt. |         |         |                                                                                  |

Quelle: IBGE (Stand: 1991, 2000 und 2010)